# Resolutie 1108 Veiligheidsraad Verenigde Naties
Resolutie 1108 van de Veiligheidsraad van de Verenigde Naties werd unaniem door de VN-Veiligheidsraad aangenomen op 22 mei 1997.

## Achtergrond
Begin jaren 70 ontstond een conflict tussen Spanje, Marokko, Mauritanië en de Westelijke
Sahara zelf over de Westelijke Sahara dat tot dan in Spaanse handen was. Marokko legitimeerde zijn aanspraak op
basis van historische banden met het gebied. Nadat Spanje het gebied opgaf, bezette Marokko er twee derde van. Het
land is nog steeds in conflict met Polisario dat met steun van Algerije de onafhankelijkheid
blijft nastreven. Begin jaren 90 kwam een plan op tafel om de bevolking van de Westelijke Sahara
via een volksraadpleging zelf te laten beslissen over de toekomst van het land. Het was de taak van de VN-missie
MINURSO om dat referendum
op poten te zetten. Het plan strandde later echter door aanhoudende onenigheid tussen de beide partijen waardoor
ook de missie nog steeds ter plaatse is.

## Inhoud
De Veiligheidsraad:
- Herinnert aan zijn vorige resoluties.
- Herinnert aan de verklaring van zijn voorzitter over de situatie en de gezant van de secretaris-generaal.
- Heeft het rapport van de secretaris-generaal beschouwd.

1. Herhaalt dat er snel een vrije, eerlijke en onpartijdige volksraadpleging moet komen voor het zelfbeschikkingsrecht van de bevolking van de Westelijke Sahara.
2. Besluit het mandaat van MINURSO tot 30 september te verlengen.
3. Vraagt de partijen samen te werken met de gezant en de politieke wil te tonen om uit de huidige impasse te geraken.
4. Vraagt de secretaris-generaal op de hoogte te worden gehouden en tegen 15 september een uitgebreid rapport in te dienen met daarin een evaluatie van alle aspecten van de kwestie.
5. Besluit om op de hoogte te blijven.

## Verwante resoluties
- Resolutie 1056 Veiligheidsraad Verenigde Naties (1996)
- Resolutie 1084 Veiligheidsraad Verenigde Naties (1996)
- Resolutie 1131 Veiligheidsraad Verenigde Naties
- Resolutie 1133 Veiligheidsraad Verenigde Naties

Lijst ·  1093 ·  1094 ·  1095 ·  1096 ·  1097 ·  1098 ·  1099 ·  1100 ·  1101 ·  1102 ·  1103 ·  1104 ·  1105 ·  1106 ·  1107 ·  1108 ·  1109 ·  1110 ·  1111 ·  1112 ·  1113 ·  1114 ·  1115 ·  1116 ·  1117 ·  1118 ·  1119 ·  1120 ·  1121 ·  1122 ·  1123 ·  1124 ·  1125 ·  1126 ·  1127 ·  1128 ·  1129 ·  1130 ·  1131 ·  1132 ·  1133 ·  1134 ·  1135 ·  1136 ·  1137 ·  1138 ·  1139 ·  1140 ·  1141 ·  1142 ·  1143 ·  1144 ·  1145 ·  1146